# Белоусов, Евгений Александрович
Евге́ний Алекса́ндрович Белоу́сов (20 декабря 1970, Челябинск) — советский и российский боксёр супертяжёлой весовой категории (свыше 91 кг). Выступал за сборные СССР и России. Чемпион Европы, победитель Игр Доброй Воли, обладатель двух бронзовых медалей чемпионатов мира, двукратный чемпион Советского Союза. Представлял  ВФСО «Динамо». Первый по боксу - заслуженный мастер спорта России (1992).
Один из двух боксёров, наряду с Феликсом Савоном, нокаутировавших Роберто Баладо за всю его карьеру (причём, если Савону это удалось когда Баладо было 16 лет, то Белоусов нокаутировал кубинского бойца на пике его спортивной карьеры).

## Биография
Евгений Белоусов родился 20 декабря 1970 года в Челябинске. Серьёзно заниматься боксом начал в возрасте 12 лет в клубе «Спарта» Ленинского района города Челябинска (облсовет ДСО «Спартак») под руководством заслуженного тренера СССР Виктора Васильевича Баранова. 
Позднее выступал за ВФСО «Динамо». Первого серьёзного успеха на ринге добился в 1988 году, когда завоевал титулы чемпиона СССР и Европы среди юниоров. 
Два года спустя выиграл в супертяжёлом весе (свыше 91 кг) чемпионат Советского Союза и одержал победу на Играх Доброй Воли в Сиэтле (США), где в финале по очкам победил американца Ларри Дональда. Вышел победителем своего боя традиционной встречи сборных СССР-США. 
Следующий 1991 год получился одним из самых успешных в карьере Евгения Белоусова, он во второй раз уверенно победил на чемпионате СССР и выиграл чемпионат Европы в Гётеборге (Швеция). А осенью взял бронзовую медаль на чемпионате мира в Сиднее (Австралия). Победил во всех международных турнирах, в матче СССР-США. 
За эти достижения был удостоен спортивного звания «Мастер спорта СССР международного класса».
Несмотря на большие успехи в боксе Евгений Белоусов занялся бизнесом, на время отошёл от спорта и по этой причине пропустил подготовку Объединённой сборной команды к летним Олимпийским играм 1992 года в испанской Барселоне. 
В 1993 году Белоусов вернулся на ринг, завоевал серебряную медаль на чемпионате России в родном Челябинске, стал призёром на чемпионате мира в финском Тампере.
Боксировал за восточно-германский клуб "Шверин" в командном чемпионате Германии.
Карьера талантливого боксёра завершилась в начале 1995 года после победы на "Кубке вызова" в Ирландии. 
Известно, что знаменитый в стране и за рубежом спортивный клуб "Урал", под руководством заслуженного тренера России Евгения Ефремовича Вайнштейна, рассчитывал на то, что Евгений Белоусов будет активно готовится к Олимпиаде-1996 года в Атланте (США). Однако, сам спортсмен не принял официальное предложение одного из лучших центров российского бокса.
В Челябинске торжественно открыт и действует боксёрский клуб бокса "Великий", где президентом избран заслуженный мастер спорта Евгений Александрович Белоусов.
С 2001 года проживает с семьёй в Самаре. 